# Mark Gorski
Mark Gorski, upokojeni ameriški dirkališčni kolesar, * 6. januar 1960, Chicago, ZDA.
Gorskijeva kolesarska kariera se je začela leta 1974. Največji uspeh je dosegel na poletnih olimpijskih igrah leta 1984 v Los Angelesu, kjer je osvojil zlato medaljo v individualnem šprintu. V isti disciplini je leta 1987 osvojil srebro na Panameriških igrah.
Po upokojitvi je postal direktor ekipe US Postal.